# La Victoire des Daleks

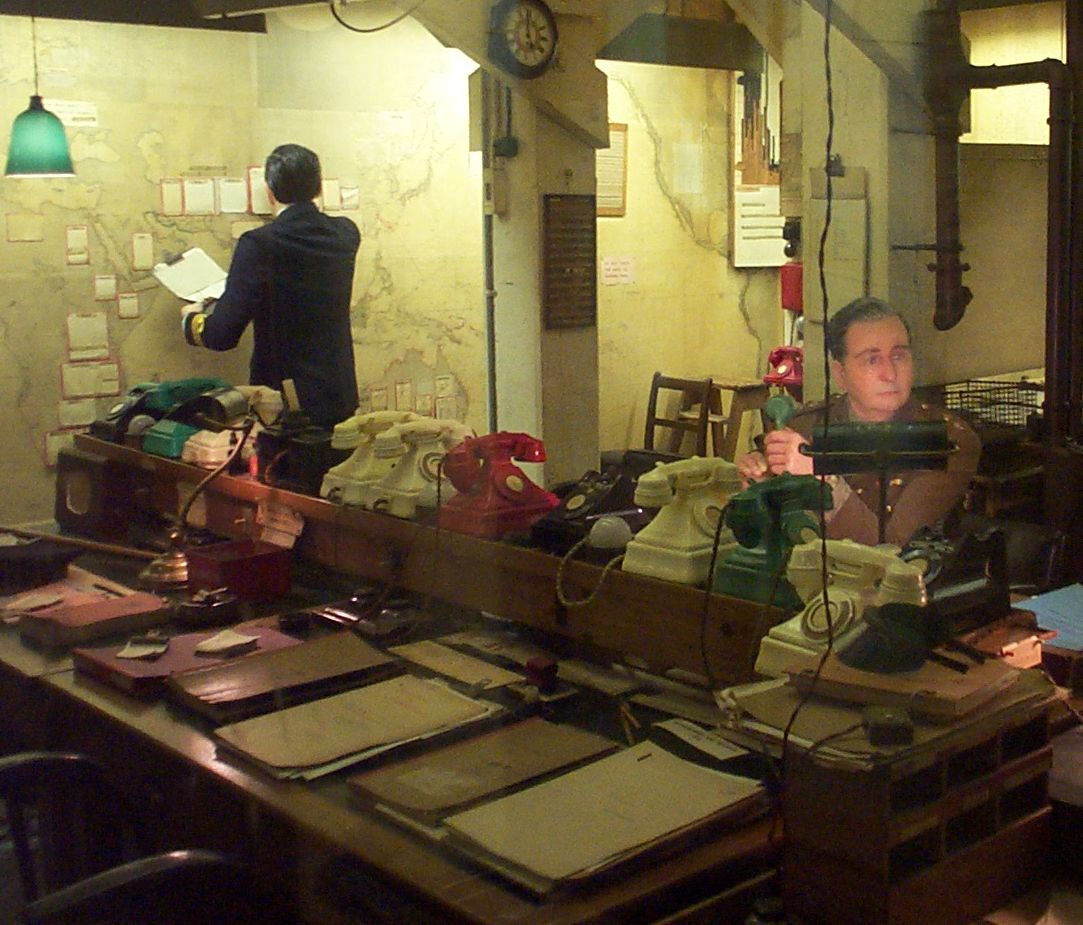
Pour le scénario, Mark Gatiss visita le Churchill War Rooms qui fut répliqué pour une scène de l'épisode.

La Victoire des Daleks (Victory of the Daleks) est le troisième épisode de la saison 5 de la deuxième série de la série télévisée britannique Doctor Who. Il a été diffusé pour la première fois le 17 avril 2010 sur BBC One. Amy et le Docteur, répondant à l'appel de Winston Churchill, se retrouvent au cœur de la Seconde Guerre mondiale, dans un poste de commandement souterrain enfoui profondément sous les rues de Londres. Le Docteur découvre avec surprise que des Daleks aident les Alliés.

## Résumé
Le TARDIS, avec un mois de retard, se matérialise à l'intérieur d'une base militaire secrète du gouvernement britannique pendant la Seconde Guerre mondiale, afin de répondre à l'appel à l'aide de Winston Churchill - un ami du Docteur - dans La Bête des bas-fonds. Lorsqu'un raid de la Luftwaffe s'approche de Londres, Churchill emmène le Docteur et Amy sur le toit afin de leur montrer sa toute dernière arme secrète. Alors que l'escadrille de Stukas apparaît dans le ciel au-dessus de Londres ravagé par le Blitz, ils sont abattus avec une précision étonnante par les « Hommes de Fer ». Le professeur Edwin Bracewell, l'homme responsable du projet « Hommes de Fer », révèle à la demande du Docteur un Dalek en tenue de camouflage, orné du drapeau britannique et servilement obéissant.
Bien que le Docteur affirme que ce sont des extra-terrestres, le professeur maintient qu'il a inventé les « Hommes de Fer », et qu'ils sont dociles, offrant toujours de l'aide à leurs collègues humains et leur servant même le thé. Churchill les défend, à la pensée des victoires qu'ils pourraient lui assurer. Le Docteur tente de faire raconter par Amy l'invasion de la Terre par les Daleks, mais la jeune femme n'en a étrangement aucun souvenir.
Le Docteur, décidé à prouver la malfaisance des Daleks, demande à Bracewell comment l'idée des Daleks lui est venue. En réponse, le professeur montre au Docteur quelques autres inventions hautement avancées de son crû. Quand Churchill et les Daleks entrent dans la pièce, le Docteur en frappe un à plusieurs reprises pour le pousser à réagir. Il finit par affirmer : « Je suis le Docteur, et vous êtes les Daleks ! », avant de propulser le Dalek à travers la pièce d'un coup de pied. Le Dalek revient alors à sa vraie personnalité, révélant son identité véritable. Un autre Dalek repasse l'enregistrement des paroles du Docteur, avant de transmettre ce « témoignage » à un vaisseau Dalek, caché derrière la Lune. Alors que deux soldats se ruent pour arrêter les Daleks, ils sont exterminés. Comme le professeur leur hurle d'arrêter, un des Daleks lui tire dans la main, ne laissant que quelques câblages, révélant que Bracewell est un androïde et que ce sont eux ses créateurs, avant de se téléporter.
Le Docteur se précipite vers le TARDIS, disant à Amy de rester à Londres car c'est trop dangereux. Le TARDIS se matérialise à l'intérieur du vaisseau Dalek. Le Docteur prétend détenir un système d'autodestruction du TARDIS (en fait un biscuit à la confiture), afin que les Daleks ne l'exterminent pas. Les Daleks révèlent qu'un vaisseau a survécu à la destruction de la race des Daleks dans « La Fin du voyage », et qu'il est allé rechercher le dernier progéniteur, une matrice de reproduction Dalek. Le Docteur comprend qu'ils ont construit le professeur Bracewell parce que le progéniteur ne les reconnaissait pas comme Daleks. Si les Daleks rejoignaient l'armée britannique, Winston Churchill ferait venir le Docteur, et le Docteur confirmerait leur nature de Daleks. La matrice a accepté cette preuve, parce que le Docteur est le plus grand ennemi des Daleks.
Les Daleks disent alors au Docteur de partir, sinon ils détruiront Londres. Le Docteur réplique que leur vaisseau est trop endommagé pour permettre cela. Les Daleks utilisent alors un rayon pour allumer toutes les lumières de Londres, en faisant une cible facile pour les bombardiers de la Luftwaffe, et rendant les efforts du black-out de Londres inutiles. À ce moment la matrice termine son processus, et crée une « nouvelle génération », consistant en 5 Daleks « purs », plus grands, plus imposants, et vraisemblablement plus puissants que leurs prédécesseurs, et qui d'ailleurs désintègrent les Daleks originaux, qui s'offrent volontairement à l'extermination. Dans la base secrète, Amy et Churchill réalisent qu'ils peuvent mettre à contribution le professeur Bracewell pour riposter aux Daleks. L'empêchant de se suicider, ils le convainquent de les aider à envoyer quelques Spitfires modifiés contre le vaisseau Dalek, en les équipant de canons laser Dalek et de la technologie de l'anti-gravité. Les Daleks découvrent que le Docteur ne dispose pas réellement d'un dispositif d'auto-destruction, au moment où les Spitfires commencent leur attaque. Les Spitfires détruisent le transmetteur Dalek, avec l'aide du Docteur. Les Daleks disent alors au Docteur d'arrêter l'attaque contre leur vaisseau ou ils détruiront la Terre en utilisant une bombe à « continuum de destruction » dissimulée à l'intérieur du professeur Bracewell.
Le Docteur retourne sur Terre en urgence afin d'empêcher l'explosion mais laissant ainsi les Daleks libres de s'enfuir. Il expose la bombe à l'intérieur de Bracewell, se rendant compte que la seule façon de l'empêcher d'exploser est de convaincre Bracewell qu'il est humain, et pas une bombe. Il essaie de rappeler au professeur tous ses souvenirs et combien ils sont pénibles, mais semble incapable de mettre fin au compte à rebours. Alors que le Continuum de destruction est sur le point d'exploser, Amy entre en scène et lui demande s'il a déjà « craqué pour une personne qui n'était pas faite pour [lui] ». Alors qu'il médite sur cela, le compte à rebours s'arrête et repart en arrière, annulant l'explosion. Le Docteur se précipite immédiatement pour arrêter les Daleks, mais le professeur lui dit qu'ils se sont échappés. Un bref instant, il a l'impression d'avoir échoué, mais Amy lui rappelle qu'il vient de sauver la Terre.
Après avoir fait leurs adieux à Churchill et à son équipe, le Docteur demeure très étonné qu'Amy ne se souvienne pas des Daleks pendant les événements de « La Terre volée » et « La Fin du voyage » et le TARDIS se dématérialise. Derrière l'endroit où il se trouvait une fissure brillante est visible, la même que celle des épisodes précédents.

## Distribution
| - Matt Smith (VFB : Marc Weiss) : Onzième docteur - Karen Gillan (VFB : Audrey d'Hulstère) : Amy Pond - Ian McNeice (VFB : Jean-Paul Dambermont) : Churchill - Bill Paterson (VFB : Bruno Georis) : Bracewell - Mark Gatiss : "Danny Boy" - Nina de Cosimo (VFB : Fanny Roy) : Blanche - Tim Wallers – Childers | - Nicholas Pegg (VFB : Jean-Marc Delhausse) : Dalek 1 - Barnaby Edwards (VFB : Grégory Praet) : Dalek 2 - Nicholas Briggs – Voix des Daleks - Susannah Fielding (VFB : Marielle Ostrowski) : Lilian Brynn - James Albrecht (VFB : Olivier Cuvellier) : Todd - Colin Prockter – Vigile de la Défense passive |

### Version française
- - Société : Dubbing Brothers
  - Adaptation : Chantal Bugalski
  - Direction artistique : David Macaluso
  - Mixage : Marc Lacroix

Source VF.

## Continuité
- Le Docteur parle à Amy de l'invasion des Daleks ayant eu lieu sur Terre lors du double épisode La Terre volée / La Fin du voyage et s'inquiète du fait qu'elle ne s'en souvienne pas[3].
- Comme dans Le Prisonnier zéro, le Docteur a du mal à calibrer l'arrivée du TARDIS à temps. Il semblerait que ce soit dû aux changements du TARDIS (la version « 40 » selon le Docteur). Le tout premier docteur (1963) avait également du mal à contrôler le point d'arrivée du TARDIS.
- Winston Churchill semble connaître beaucoup de choses sur le Docteur, bien qu'aucun épisode ne mentionne leur rencontre.
- Occurrence de la fissure : elle se trouve sur le mur devant lequel le TARDIS s'est posé.
- L'épisode possède énormément de points communs avec l'épisode perdu « The Power of the Daleks » (1966) où les Daleks font semblant d'être des robots dociles afin de pouvoir se régénérer et exterminer une colonie humaine. Ici la phrase « I am your servant! » a été remplacée par « I am your soldier! ».
- Quand le Docteur s'énerve contre le Dalek, il fait référence à ses victoires contre eux dans Adieu Rose et La Fin du voyage.
- L'impureté qui empêche les Daleks d'activer le Progéniteur est due au fait qu'ils ne sont pas réellement nés des Daleks historiques mais des cellules de Davros comme expliqué dans La Terre volée.
- Comme dans le film Dr. Who et les Daleks, les Daleks nouvelle génération sont de différentes couleurs selon leurs fonctions : le blanc est le leader (Supreme Dalek) le rouge est un soldat, le orange un scientifique, le bleu un stratège et le jaune est un mystérieux « Eternal Dalek » selon Steven Moffat lui-même[4].
- Comme dans Adieu Rose et DGM : Dalek génétiquement modifié les Daleks mesurent le temps en « rels »[5].